# Estádio Alberto Picco
O estádio Alberto Picco é um estádio de futebol de La Spezia, na Itália, que desde 1919 funciona como casa para o Spezia Calcio 1906, principal clube futebolistico da cidade.

## Galeria

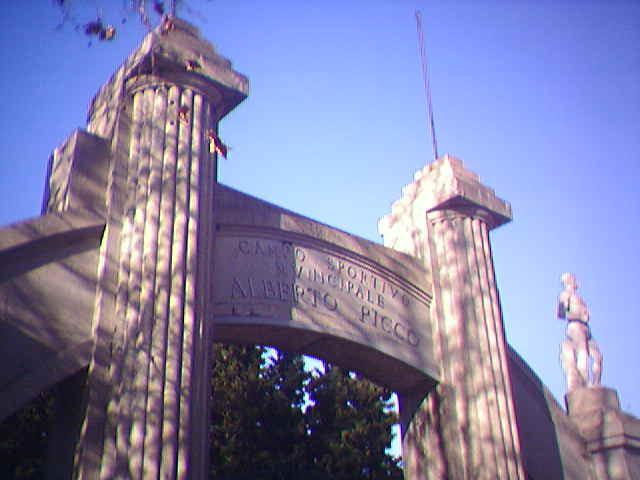
L'ingresso dello stadio

O estádio é assim nomeado em homenagem a Alberto Picco, primeiro artilheiro da equipe do Spezia Calcio e que morreu na Primeira Guerra Mundial.

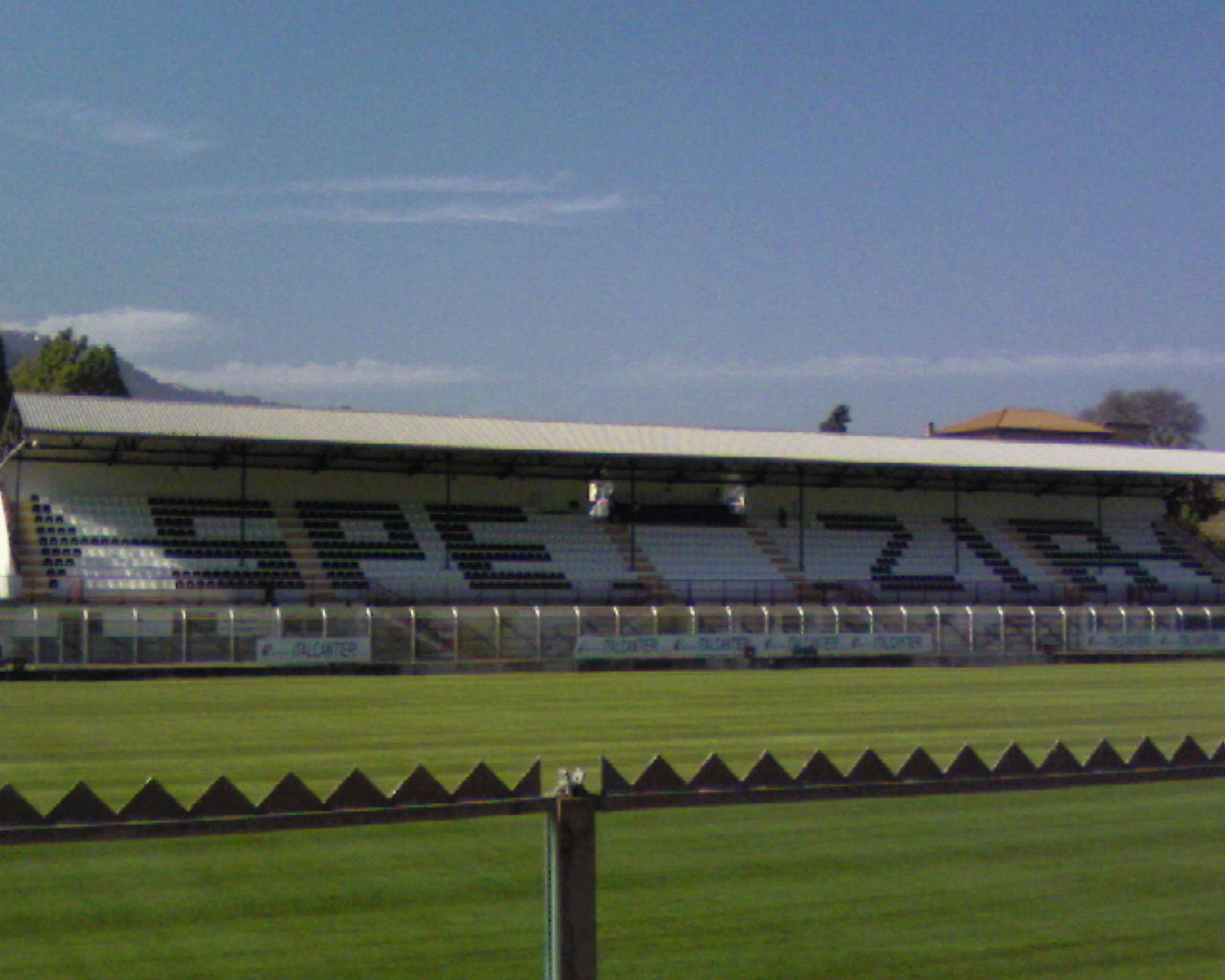
Tribuna
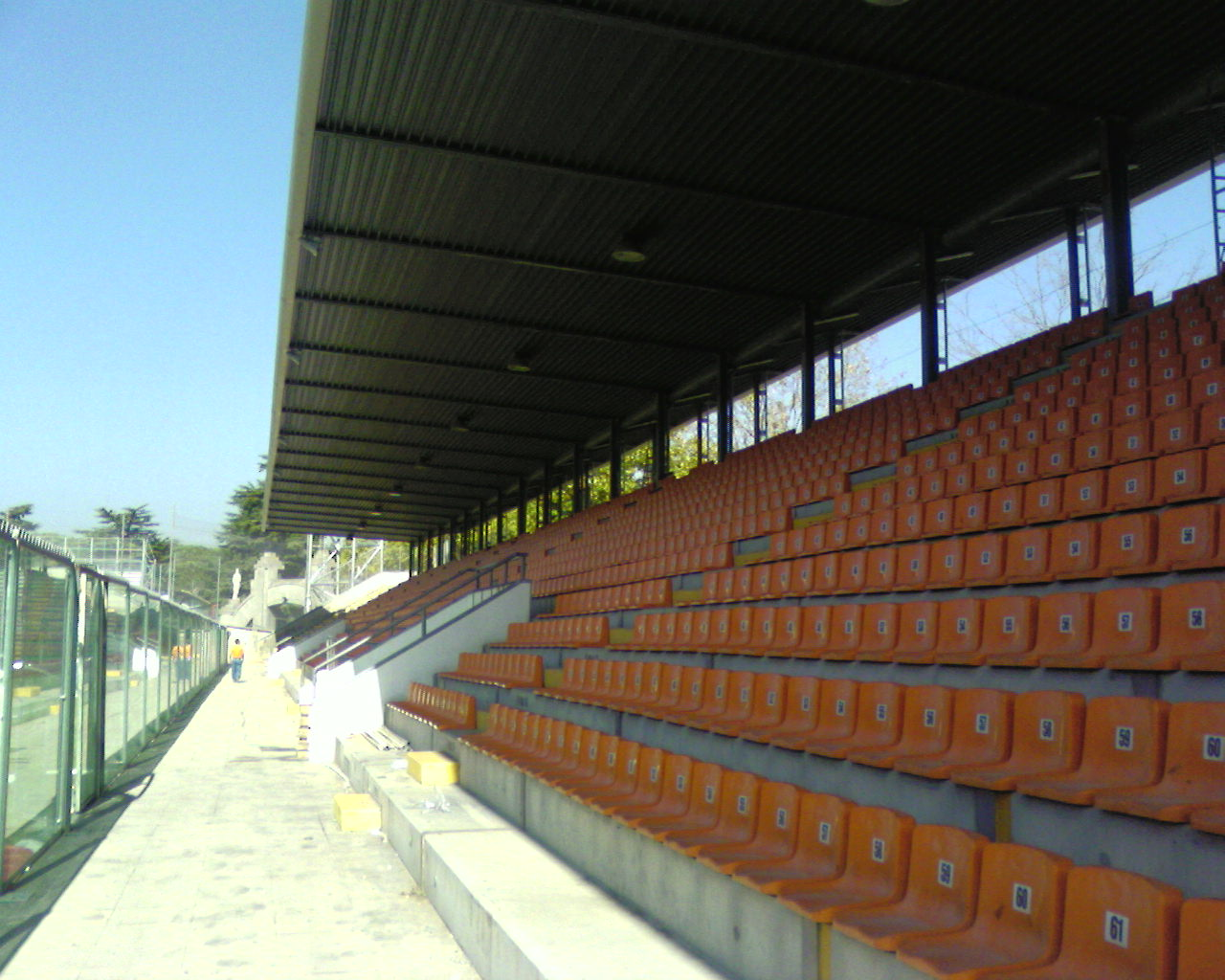
Distinti
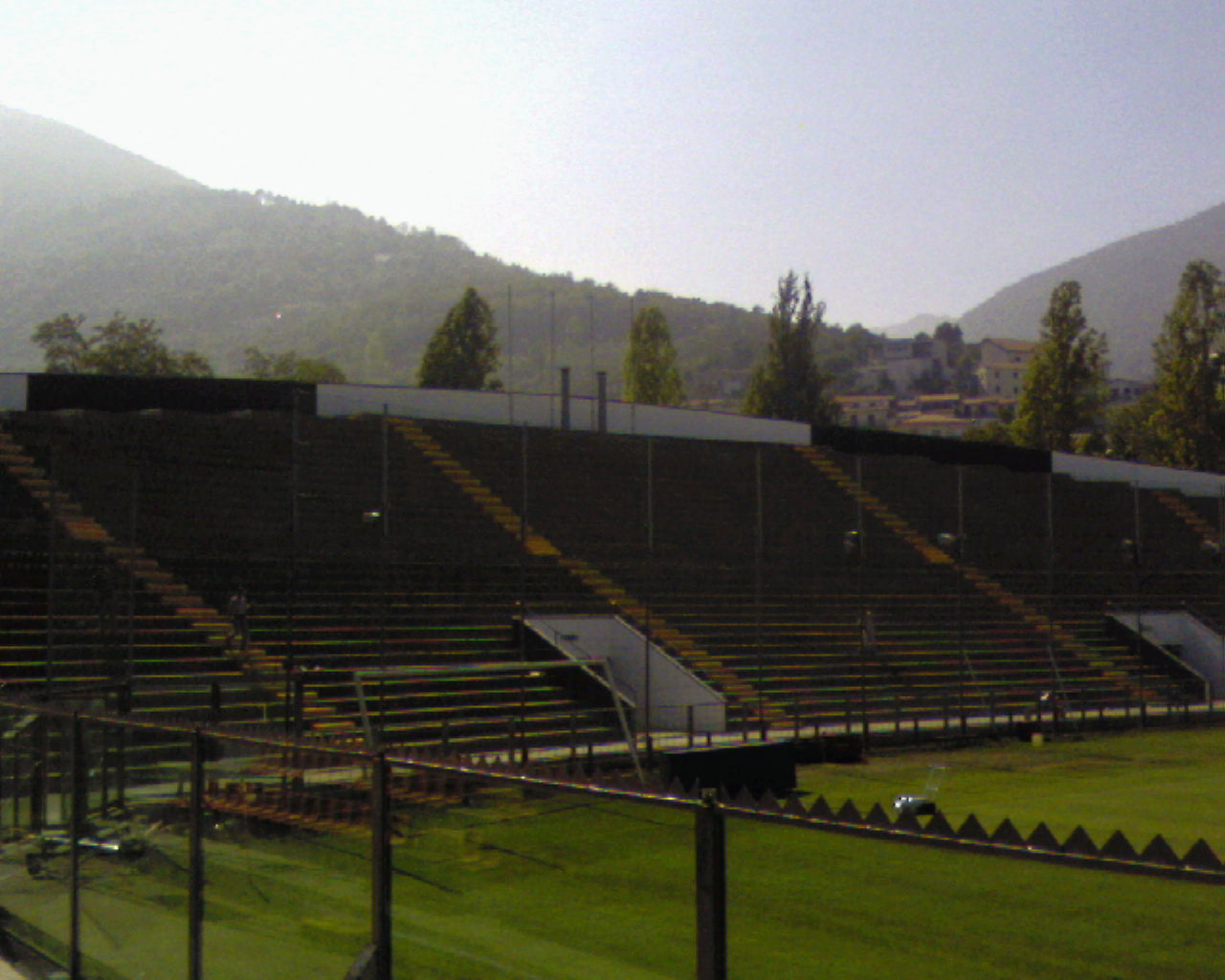
Curva Ferrovia
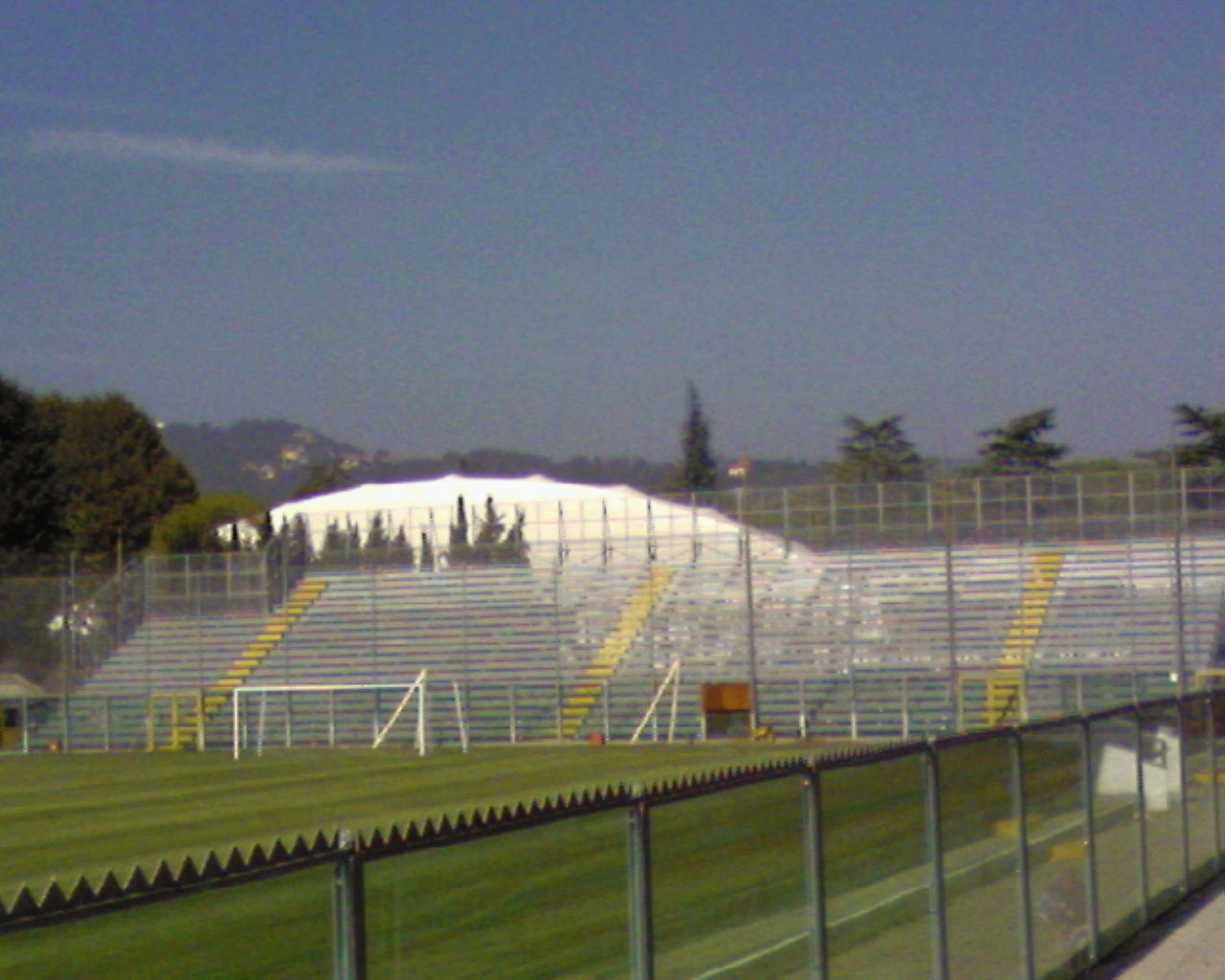
Curva Piscina